# Breganica
Breganica is een plaats in de gemeente Samobor in de Kroatische provincie Zagreb. De plaats telt 68 inwoners (2001).